# Оксихлориди
Оксихлориди — хлориди, які містять кисень.
Приклад природного оксихлориду — мінерал перит, формула PbBiO2Cl).
Інші приклади:
- оксихлорид бісмуту BiOCl;
- оксихлорид арсену(III) AsOCl;
- оксихлорид лютецію LuOCl;
- оксихлорид диспрозії(III) DyOCl;
- оксихлорид плутонію(III) PuOCl;
- оксихлорид гольмію(III) HoOCl.